# Polyploidie

Haploider, diploider und hexaploider Zellkern am Beispiel eines Chromosomensatzes mit zwei Chromosomen (n=2)

Polyploidie bezeichnet in der Biologie das bei manchen Arten zu beobachtende Phänomen, mehr als zwei Sätze von Chromosomen in den Zellen zu besitzen. Bei einigen weiteren Arten tritt Polyploidie nur in einzelnen Zellen auf.
Ein einfacher (haploider) Chromosomensatz enthält jedes Chromosom einmal, ein zweifacher (diploider) Chromosomensatz zweimal.
Ab drei Chromosomensätzen spricht man von Polyploidie:
- triploid: drei Chromosomensätze, beispielsweise bei einigen Bärtierchen (Tardigrada), Gewöhnlicher Löwenzahn und selten bei Amphibien, vergleiche Teichfrosch
- tetraploid: vier Chromosomensätze, beispielsweise Gewöhnlicher Löwenzahn, Forellenfische und Wechselkröten  wie Bufotes oblongus[1]
- pentaploid: fünf Chromosomensätze, beispielsweise Alaska-Papier-Birke (Betula papyrifera var. kenaica, Syn.: Betula kenaica)[2]
- hexaploid:  sechs Chromosomensätze, beispielsweise beim Saatweizen
- oktoploid:  acht Chromosomensätze, beispielsweise bei Gartenerdbeersorten oder einigen Stören
- dekaploid:  zehn Chromosomensätze, beispielsweise bei bestimmten Erdbeerhybriden
- dodecaploid:  zwölf Chromosomensätze, beispielsweise beim Silber-Brandschopf

Bei einer geraden Anzahl von Chromosomensätzen spricht man von Orthoploidie, bei einer ungeraden von Anorthoploidie.
Die Entstehung der Polyploidie eines Organismus hat ihre Ursache in der Chromosomenvervielfältigung bei der Meiose. Werden keine Spindelfasern gebildet oder die homologen Chromosomenpaare bei der Reduktionsteilung aus anderen Gründen nicht getrennt, so entstehen diploide Gameten. Die Ursachen für solche nicht erfolgten Trennungen können Stoffwechselstörungen, Umwelteinflüsse (Kälte) oder vom Menschen hinzugefügte Gifte wie Colchizin oder 8-Hydroxychinolin sein.
Über evolutionäre Zeiträume hinweg betrachtet stellt Polyploidie meist kein dauerhaftes Merkmal dar. Wohl entsteht sie in einem Organismus als Duplikation des gesamten Genoms (englisch: whole genome duplication, WGD). Doch driften die entstandenen Genkopien im Folgenden durch Mutationen und Chromosomenaberrationen auseinander, gehen verloren oder gewinnen neue Eigenschaften. Nach längerer Weiterentwicklung ist die Herkunft erhaltener Gene oft erst durch Analysen ihrer DNA-Sequenzen zu klären. Spuren früherer WGD-Ereignisse lassen sich in allen Lebewesen auffinden.
Polyploidie einzelner Zellen eines Organismus kann durch Endoreplikation oder Endomitose entstehen.

## Vorkommen
Die Polyploidie tritt vor allem bei Pflanzen häufig auf; typische Beispiele sind der Weizen sowie zahlreiche Arten von Farnen und Orchideen. Viele der kultivierten Obst- und Gemüsearten weisen Polyploidie auf, sei es als Folge einer Züchtung oder durch zufällige Ereignisse und Kreuzungen. So gibt es zum Beispiel bei Erdbeeren neben diploiden Arten wie Wald-Erdbeere und Knack-Erdbeere auch polyploide wie die oktoploiden Arten Scharlach-Erdbeere und Chile-Erdbeere sowie deren kultivierte Kreuzung Garten-Erdbeere oder dekaploide bestimmter Art (Fragaria iturupensis) oder Arthybride (Fragaria × vescana); bei allen liegt ein einfacher Chromosomensatz aus 7 Chromosomen zugrunde.

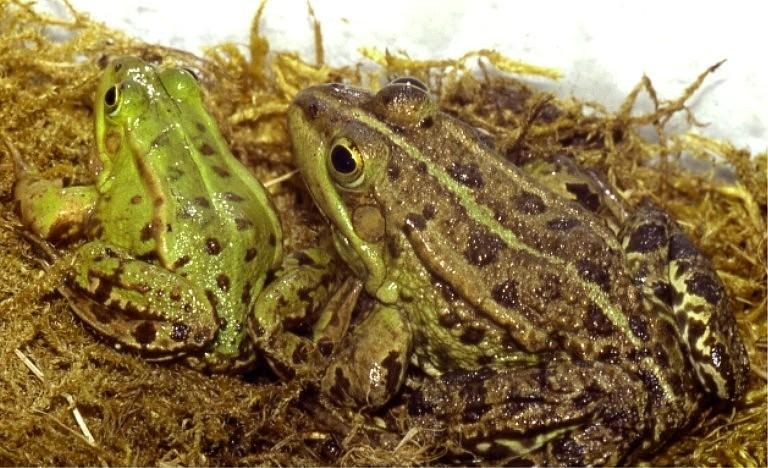
Zwei triploide Teichfrosch-Männchen – eines dem Seefrosch, das andere dem Kleinen Wasserfrosch ähnlich

Im Tierreich ist Polyploidie vergleichsweise seltener. Sie tritt zum Beispiel bei einzelnen Arten oder Formen der Amphibien (Triploidie beim Teichfrosch, Tetraploidie bei Bufotes oblongus) und Nagetiere (Tetraploidie bei der Roten und der Goldenen Viscacharatte), bei bestimmten Wenigborstern, bei Arten der Taufliegen (Drosophilidae) sowie bei verschiedenen Gattungen der Tellerschnecken (Tetra- bis Oktoploidie) auf. Auch die gesamte Familie der Forellenfische (Salmonidae) hat sich über Polyploidisierung entwickelt.
Beim Menschen kommt Polyploidie in einigen Zelltypen physiologisch vor. Beispiele hierfür sind Zellen der Herzmuskulatur, der Samenblase, des Hypophysenvorderlappen, der Leber oder im extravillösen Trophoblast der Plazenta. Polyploide Embryonen sterben in der Regel schon während der Frühschwangerschaft ab.
Auch von einigen Bakterien ist Polyploidie bekannt. Ein Extrembeispiel ist hier das bis zu 0,6 Millimeter große Riesenbakterium Epulopiscium fishelsoni, das bis zu 200.000 Kopien seines Genoms enthält.

## Allopolyploidie
Allopolyploidie wird eine Form der Polyploidie genannt, bei der Chromosomensätze aus verschiedenen Arten gemeinsam vorliegen.
Bei der Kreuzung zweier verwandter Arten entstehen gemeinhin sterile Nachkommen, da bei den Arthybriden in der Regel die Chromosomenpaarung gestört ist und daher die Meiose nicht korrekt ablaufen kann. Manche Chromosomen paaren sich noch korrekt; sie werden als homolog bezeichnet. Manche Chromosomen sind nicht mehr vollständig homolog und paaren sich in der Meiose nicht mehr; diese werden als homöolog bezeichnet. Bei solchen Hybriden, insbesondere von Pflanzen, kann dann eine Polyploidisierung des Chromosomensatzes auftreten, bei der es sich um Allopolyploidie handelt.
Geht diese Polyploidisierung aus der Kreuzung zweier normaler diploider Eltern auf, spricht man von einem polyploiden Artbastard. In diesem Fall liegen zwei jeweils doppelte Chromosomensätze vor. Wenn die Chromosomen der Elternarten hinreichend verschieden sind, können sich die jeweils doppelt vorhandenen Chromosomen der väterlicherseitigen und der mütterlichseitigen Chromosomensätze paaren. Dieser Nachkomme kann damit fruchtbar (fertil) sein und somit kann eventuell eine konstante Bastardart entstehen. Deren cytologischen und genetischen Verhältnisse gleichen denen einer Diploidie. Wenn die Chromosomen der Eltern jedoch sehr ähnlich sind, kann es bei der Chromosomenpaarung während der Meiose infolge von Verwechslungen zu problematischen Paaren kommen und die Nachkommen sind nur eingeschränkt fertil oder steril.
Bei der Kreuzung zweier tetraploider Arten kann ein wiederum tetraploider sogenannter „Additionsbastard“ entstehen, der im Gegensatz zum polyploiden Artbastard jedoch heterozygot ist. Solche Arten werden amphidiploid genannt.
In einigen Pflanzengattungen ist die Allopolyploidie recht häufig. Beispiele sind Tabak (Nicotiana), Baumwolle (Gossypium), Nachtschatten (Solanum), einige Kreuzblütler wie der Raps und viele Süßgräser. Ein bekanntes Beispiel ist der Weizen, wo es diploide Arten wie Einkorn, allotetraploide Arten wie Emmer und Hartweizen und sogar allohexaploide Arten wie Dinkel und Saatweizen gibt. An letzterem sind drei Arten beteiligt. Beim Weizen sind über 40 verschiedene allopolyploide Formen bekannt, beim Tabak sind es rund 60. Ihre Chromosomenzahlen reichen dabei von 36 bis 144.

## Autopolyploidie
Polyploidie, die auf der Vervielfachung von Chromosomensätzen innerhalb derselben Art beruht, wird als Autopolyploidie (bzw. Autodiploidie, Autotriploidie, Autotetraploidie etc.) bezeichnet, in Abgrenzung zur Allopolyploidie. Autopolyploide Pflanzen verfügen durch die Zunahme des Kernvolumens meist über größere Zellen. Vielfach sind die Blüten größer, was in der Pflanzenzüchtung ausgenutzt wird. Kommt Polyploidie nur in einzelnen somatischen Zellen vor, spricht man von Endopolyploidie. Erst wenn sie in der Keimbahn vorkommt, kann Polyploidie an die Nachkommen weitergegeben werden (Keimbahnpolyploidie).

### Keimbahnpolyploidie
Fällt bei einer Meiose die Reduktion aus, so entstehen statt haploider Gameten nun diploide. Deren Verschmelzung mit einem haploiden Gameten führt zu einer triploide Zygote, bei Verschmelzung zweiermit diploider Gameten entsteht eine tetraploide Zygote. Triploidie tritt bei Pflanzen häufiger auf. Nicht selten sind triploide Pflanzen in ihrer Vitalität und der physiologischen Ertragsleistung den diploiden überlegen. Solche werden daher in der Pflanzenzucht öfter bevorzugt, müssen jedoch entweder vegetativ vermehrt werden (wie einige Pappelsorten) oder wie die Zuckerrüben jeweils aus diploiden und tetraploiden Eltern entstehen.

### Endopolyploidie
Bei der Endopolyploidie sind nur einige Gewebe oder Zellen eines Organismus polyploid. Beispiele hierfür sind die Brennhaare der Brennnessel oder die Megakaryozyten des Menschen. Diese polyploiden Zellen entstehen durch Endomitose oder Endoreduplikation. In beiden Fällen werden die Chromatiden verdoppelt, ohne dass der Zellkern sich anschließend teilt. Dies wird auch als somatische Polyploidie bezeichnet, denn sie ist auf somatische Zellen beschränkt und betrifft nicht die Keimbahn. Endopolyploidie betrifft meist besondere Zellen mit hohen Stoffwechselleistungen. Spezielle Formen sind die Polytänchromosomen.

## Vor- und Nachteile
Polyploidie bei Pflanzen äußert sich nicht selten in einer erhöhten Vitalität, da die Transkription der Proteinbiosynthese vermehrt parallel erfolgen kann und so die Bildung von Proteinen, z. B. Enzymen, schneller möglich ist. Bei Tieren dagegen ist Polyploidie eine in den meisten Fällen letale Veränderung des Genoms.
Eine Polyploidisierung wirkt nicht selten als genetische Barriere bei der Artbildung. Sie ermöglicht so auch das Entstehen neuer Arten ohne geographische Isolation, also eine sympatrische Artbildung. Dass Eltern unterschiedlichen Ploidiegrades miteinander kompatible Geschlechtszellen produzieren können, stellt eine Ausnahme dar (siehe hierzu nicht-diploide Chromosomensätze).

## Künstliche Erzeugung
In der Pflanzenzüchtung wird die Bildung der Mikrotubuli als Fasern des Spindelapparates auf künstliche Weise verhindert. Das Gift der Herbstzeitlose (Colchicum autumnale) Colchicin oder 8-Hydroxychinolin können neben anderen Wirkungen auch Polyploidie verursachen; sie werden daher für diesen Zweck in der Pflanzenzüchtung eingesetzt. Anwendung finden solche Verfahren beispielsweise, um kräftigere und ertragreichere Getreidesorten zu züchten. In der DDR wurde in den 1970er Jahren die Polyploidie für die Züchtung verbesserter Gemüsesorten eingesetzt. Aus diesen Zuchtarbeiten entstanden die tetraploiden Sorten Spargel `Eros` und  Radies `Certina`. Der tetraploide Zustand der Pflanzen war aber auf Dauer nicht ausreichend stabil. Es entstanden bei der Vermehrung immer wieder geschädigte Pflanzen mit abweichenden (aneuploiden) Chromosomenzahlen, und die Zuchtmethode konnte sich nicht dauerhaft durchsetzen.